# Bohartina
Bohartina là một chi bọ cánh cứng trong họ 
Elateridae.
Chi này được miêu tả khoa học năm 2006 bởi Arias.

## Các loài
Các loài trong chi này gồm:
- Bohartina palmae Arias, 2006
- Bohartina vilchesensis Arias, 2006